# Comté de Pärnu
Le comté de Pärnu (en estonien : Pärnu maakond) est l'un des 15 comtés d'Estonie, dont le chef-lieu est la ville de Pärnu.

## Géographie
Le comté s'étend sur 5 419 km2 dans le sud-ouest du pays.
Il est bordé par le golfe de Riga à l'ouest et frontalier de la Lettonie au sud ainsi que par le comté de Lääne et le comté de Rapla au nord.
Près de la moitié du territoire du comté est couverte de forêt.
Le Pärnu coule dans le comté qui comprend les îles de Kihnu et Manilaid, le lac Lavassaare, une partie du parc national de Soomaa est située, ainsi que la réserve naturelle de Nigula.

## Histoire
En octobre 2017, une réorganisation administrative supprime le poste de gouverneur et le conseil élu du comté, cependant que les communes passent de dix-neuf à sept.

## Population

### Évolution  démographique
| 2018   | 2019   | 2020   | 2021   | 2022   |
| ------ | ------ | ------ | ------ | ------ |
| 85 756 | 85 938 | 86 185 | 85 760 | 85 705 |

| 2023   | - | - | - | - |
| ------ | - | - | - | - |
| 87 418 | - | - | - | - |

### Composition ethnique
La population s'élevait à 88 137 habitants en 2012, dont 87,4 % d'Estoniens, 9,2 % de Russes, et à 85 705 habitants en 2022.

## Subdivisions administratives

### Depuis 2017
Depuis 2017, le comté est composé de sept municipalités : la ville de Pärnu et les communes rurales de Häädemeeste, Kihnu, Lääneranna, Põhja-Pärnumaa, Saarde et Tori.
| Rang | Municipalité              | Type    | Population (2018) | Superficie km2 | Densité | Carte |
| ---- | ------------------------- | ------- | ----------------- | -------------- | ------- | ----- |
| 1    | Commune de Häädemeeste    | Rural   | 4 985             | 494            | 10.1    |       |
| 2    | Commune de Kihnu          | Rurale  | 702               | 17             | 41.3    |       |
| 3    | Commune de Lääneranna     | Rurale  | 5 494             | 1 352          | 4.1     |       |
| 4    | Commune de Põhja-Pärnumaa | Rurale  | 8 435             | 1 013          | 8.3     |       |
| 5    | Pärnu                     | Urbaine | 51 649            | 855            | 60.4    |       |
| 6    | Commune de Saarde         | Rurale  | 4 722             | 1 065          | 4.4     |       |
| 7    | Commune de Tori           | Rurale  | 11,694            | 611            | 19.1    |       |

### Avant 2017
Avant 2017, il était subdivisé en dix-neuf municipalités, dont deux villes.

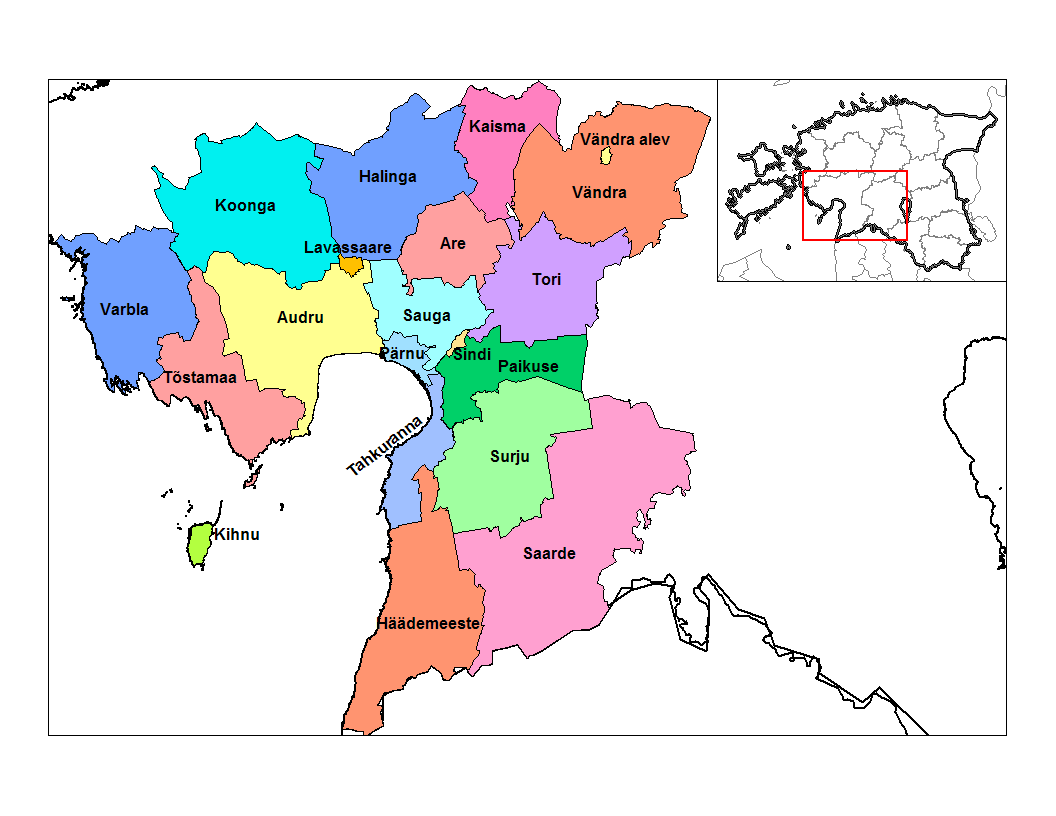
Subdivisions du comté avant 2017.

Communes urbaines (linn):
1. Pärnu
2. Sindi

Communes rurales:
- Bourg-communes (alevvallad):

1. Tootsi
2. Vändra

- Communes (vallad):

1. Are
2. Audru[7]
3. Halinga
4. Häädemeeste
5. Kihnu
6. Koonga
7. Paikuse
8. Saarde
9. Sauga
10. Surju
11. Tahkuranna
12. Tori
13. Tõstamaa
14. Varbla
15. Vändra[8]

## Lieux d'intérêt
- Réserve naturelle Kabli